# Willem van Schwarzburg-Frankenhausen
Willem (Sondershausen, 4 oktober 1534 - Burg Straußberg, 30 september 1598), uit de linie Schwarzburg-Blankenburg, was van 1570 tot zijn dood graaf van Schwarzburg-Frankenhausen.

## Biografie
Willem was de derde zoon van graaf Günther XL en Elisabeth van Isenburg-Büdingen. Willem werd Luthers opgevoed en kreeg een gedegen opleiding. Vanaf 1543 ging hij in Sondershausen en Arnstadt naar school. Tussen 1547 en 1557 studeerde Willem aan het gymnasium in Straatsburg en de universiteiten van Erfurt, Jena, Leuven en Padua. Na zijn studie in Padua reisde Willem samen met zijn jongere broer Albrecht verder door Italië, waar hij Rome en Napels bezocht.
Toen zijn vader in 1554 overleed was Willem nog minderjarig. Willems oudere broers, Günther XLI en Johan Günther I namen de regering van Schwarzburg op zich, mede in naam van Willem en Albrecht. Na zijn terugkeer Italië in 1560 kreeg Willem het Kasteel van Frankenhausen als woning toegewezen. Zijn broers betrokken hem echter niet bij de regering van het graafschap.
Willem begon zich direct te verzetten tegen de gezamenlijke regering van zijn broers. In 1560 vaardigde hij een nieuwe verordening voor de winning van zout uit, waardoor hij zijn eigen inkomsten vergrootte. De vorige zoutverordening was in 1544 gezamenlijk door zijn vader en de eigenaars van de zoutmijnen opgesteld en in 1553 nog door Günther XLI en Johan Günther I bevestigd. De nieuwe zoutverordening leidde herhaaldelijk tot conflicten tussen Willem en zijn broers en de burgers van Frankenhausen.
Evenals zijn drie broers trad Willem in 1563 in Deense dienst tijdens de Zevenjarige Oorlog (1563-1570) tussen Denemarken en Zweden. In 1567 vertrok hij naar Wenen, waar hij verbleef aan het hof van keizer Maximiliaan II en zich vermoedelijk tot het katholicisme bekeerde. Waarschijnlijk leerde hij aan het keizerlijke hof Elisabeth von Schlick, een dochter van de invloedrijke Boheemse edelman Joachim von Schlik, kennen. Willem en Elisabeth trouwden op 6 april 1567 in de Boheemse stad Schlackenwerth. Willem keerde korte tijd later met Elisabeth terug naar Frankenhausen.

Kaart van het graafschap Schwarzburg na het Verdrag van Spiers (1570). Het Unterherrschaft in het noorden werd verdeeld tussen Willem en Johan Günther I, terwijl het Oberherrschaft gezamenlijk bezit bleef van Günther XL en Albrecht VII.

In 1568 vaardigden Willem samen met zijn broers de Schwarzburgische Berckfreiheit uit, waarin ze de rechten en plichten van de mijnbouwers in het graafschap Schwarzburg vastlegden. Deze mijnbouwverordening was gebaseerd op de verordeningen die golden in de rijke Boheemse mijnstad Sankt Joachimsthal, die in bezit was van de graven von Schlik. De uitvaardiging van de Berckfreiheit was het begin van een lange juridische strijd tussen de graven van Schwarzburg en de keurvorsten van Saksen over de vorstelijke mijnbouwrechten Schwarzburg, die pas in 1748 ten gunste van de Schwarzburgers beslecht werd.

### Verdeling van Schwarzburg
Willem begon na zijn huwelijk steeds harder aan te dringen op de verdeling van het graafschap. Zijn oudste broers weigerden echter tot een deling over te gaan voordat er een regeling over de schulden was getroffen. Willem wilde slechts een deel van de schulden op zich nemen nadat hij zijn eigen deel van het graafschap had gekregen. In 1568 schreef Willem de ambtenaren in het graafschap aan en eiste van hen dat zij een vierde deel van de grafelijke inkomsten aan hem moesten afstaan. Günther XLI en Johan Günther I bevolen de ambtenaren echter om niet op Willems eis in te gaan. Vervolgens richtte Willem zich tot keizer Maximiliaan II. De keizer beval Günther XLI en Johan Günther I om een deel van het graafschap aan Willem over te dragen, maar de twee broers gingen niet op het keizerlijke bevel in. Over de verdeling brak een langdurige strijd uit tussen Willem, zijn broers en verschillende keizerlijke commissarissen die de opdracht hadden om tot een vergelijk te komen.
Uiteindelijk sloten Willem en zijn broers op 5 december 1570 het Verdrag van Spiers, waarin het graafschap voorlopig verdeeld werd. Willem nam genoegen met een deel van het Unterherrschaft: Frankenhausen, Arnsburg, Keula, Gerterode, Schlotheim, Straußberg en een kwart van Benneckenstein. Johan Günther kreeg de rest van het Unterherrschaft met Sondershausen, Clingen, Heringen en Kelbra. Het Oberherrschaft bleef gemeenschappelijk bezit van Günther XLI en Albrecht VII, totdat zij hun gebieden in 1574 ook onder elkaar verdeelden. In het Verdrag van Spiers verplichtte Willem zich ook om zijn katholieke geloof niet op te leggen aan zijn lutherse onderdanen.
Volgens het Verdrag van Spiers moesten de graven een commissie met tien leden aanstellen om het graafschap definitief te verdelen. Hoewel de commissie bij elkaar kwam een verdelingsplan opstelde, weigerden zowel Willem als zijn broers de nieuwe verdeling te accepteren. De voorlopige verdeling volgens het Verdrag van Spiers bleef daardoor van kracht.

### Graaf van Schwarzburg-Frankenhausen
Willem gebruikte de inkomsten uit zijn nieuwe vorstendom vooral om het kasteel van Frankenhausen te verbouwen en verder uit te breidden. Daarnaast liet hij in directe omgeving van het kasteel nieuwe tuinen, stallen en een nieuwe kanselarij aanleggen. Willem stak zich voor de verbouwing steeds dieper in de schulden.

Kaart van het graafschap Schwarzburg na de verdeling van Schwarzburg-Arnstadt in 1584.

 In 1576 spraken de burgemeesters en de stadsraad van Frankenhausen zich uit tegen het aangaan van nieuwe schulden en eisten ze de afzetting van de door Willem aangestelde stadsvoogd. Graaf Willem reageerde door de burgemeesters en een aantal raadsleden in de kerkers van het kasteel van Straußberg op te sluiten. In januari 1577 verzamelden de burgers van Frankenhausen zich op het marktplein om de vrijlating van de gevangen te eisen. Graaf Willem weigerde op de eisen van de burgers in te gaan en liet zijn stadsvoogd de opstand met geweld onderdrukken. Johan Günther I van Sondershausen eiste eveneens dat Willem zijn gevangen moest vrijlaten en schakelde keurvorst August van Saksen, hun leenheer, in als bemiddelaar. In tegenstelling tot de burgers van Frankenhausen en Johan Günther I verscheen Willem niet aan het Sakische hof in Dresden en dreigde zelfs om Sondershausen militair te bezetten. Onder druk van de keurvorst liet Willem de burgemeesters en de raadsleden vrij, maar hij hield hen wel onder huisarrest. Twee jaar na het begin van het conflict gaf Willem toe aan de eisen van de burgers van Frankenhausen, onder andere omdat de inkomsten uit de zoutwinning te lijden hadden gehad onder de onrust.
Vanaf 1580 liet Willem het kasteel van Straußberg verbouwen en vergroten. Naast Frankenhausen werd Straußberg zijn tweede residentie.
In 1584 overleed Willems oudste broer Günther XLI. Zijn aandeel van het graafschap, Schwarzburg-Arnstadt, werd verdeeld tussen Johan Günther I van Sondershausen en Albrecht VII van Rudolstadt. Johan Günther I stond de Ämter Schernberg, Heringen en Kelbra als schadevergoeding af aan Willem.
Elisabeth von Schlik, Willems eerste vrouw, overleed in 1590. Willem hertrouwde tweeënhalf jaar later met Clara, een dochter van Willem de Jongere van Brunswijk-Lüneburg en Dorothea van Denemarken. Willem stierf vijf jaar later zonder erfgenamen; beide huwelijken waren kinderloos gebleven. Hij werd bijgezet in de Unterkirche in Frankenhausen. Schwarzburg-Frankenhausen werd in 1599 verdeeld tussen Albrecht VII en de vier zonen van de in 1586 overleden Johan Günther I.

## Huwelijken
Graaf Willem trouwde op 6 april 1567 in Schlackenwerth met Elisabeth (1550-1590), een dochter van de Boheemse graaf Joachim von Schlik. Elisabeth overleed op 23 november 1590.
Op 6 mei 1593, tweeënhalf jaar na de dood van zijn eerste vrouw, trouwde Willem met Clara (1571-1658), een dochter van Willem de Jongere van Brunswijk-Lüneburg. Beide huwelijken bleven kinderloos.